# Navigator ruficornis
Navigator ruficornis is een keversoort uit de familie bladsprietkevers (Scarabaeidae). De wetenschappelijke naam van de soort werd voor het eerst geldig gepubliceerd in 1874 door en Westwood als Diaphonia fossor.